# Sench Aubin e Cadalech
Sench Aubin e Cadalech (en francès Saint-Aubin-de-Cadelech) és un municipi francès situat al departament de la Dordonya i a la regió de la Nova Aquitània.

## Demografia
| 1962                                       | 1968 | 1975 | 1982 | 1990 | 1999 | 2007 |
| ------------------------------------------ | ---- | ---- | ---- | ---- | ---- | ---- |
| 472                                        | 373  | 331  | 299  | 338  | 316  | 315  |
| Des de 1962: població sense dobles comptes |      |      |      |      |      |      |

## Administració
| Període   | Identitat    | Partit |
| --------- | ------------ | ------ |
| 1995-2008 | Guy Crombez  |        |
| 2008-     | Michel Joret |        |

## Agermanaments
- Boofzheim